# Kailua (hrabstwo Hawaii)
Kailua – jednostka osadnicza w Stanach Zjednoczonych, w stanie Hawaje, w hrabstwie Hawaiʻi.